# 음반 사재기
음반 사재기는 낱말의 뜻처럼 특정 가수의 음반을 다량 구입하는 것을 뜻한다.
본래 음반은 개인이 1-2개 정도 소장하여 동봉된 CD를 통해 가수의 노래를 듣고 앨범을 볼 수 있도록 하는 목적으로 제작되었다. 그러나 CD 플레이어의 보급 저하와, 디지털 기기를 통해 음원을 듣는 것이 가능해지면서 음반의 노래 공유성 기능은 상실되었다. 현재 음반은 음반에 동봉된 가수의 사진을 소유하기 위한 목적, 또는 음반 판매량을 통해 해당 가수의 인기 정도를 알리기 위한 목적으로만 소비되고 있다. 음반 판매량이 가수의 인기 척도로 주요하게 삼아지면서 돈 많은 개인이 수 천장 구입한다든가, 팬클럽 등을 통해 일 인당 몇 십, 몇 백 단위로 구입하는 현상이 이어지고 있다.

## 원인
음반 사재기의 원인은 크게 두가지로 나뉜다.
1. '초동' 판매량의 경쟁 과열로 인한 사재기
- 초동 판매량이란 '음반 발매 후 일주일 동안 판매된 실물 음반 수'로, 특정 아이돌이나 가수의 팬덤 규모 및 결집력 또는 인기도를 드러내는 척도로써 사용된다.

이러한 '초동'의 개념은 2010년대 후반 엑소와 방탄소년단 등의 K-POP 그룹이 전 세계로 퍼져나가고, 소속사가 음반 판매량을 그룹의 홍보 수단으로 사용하면서 나타났다. 지상파 3사나 음악 관련 채널인 엠넷에서 방영되는 뮤직뱅크, 음악중심, 엠카운트다운 같은 '음악 방송'에서도 음반 판매량을 가수들의 평가항목으로 사용하기 때문에 음악 방송에서의 순위를 중시하는 팬덤들의 관심 또한 초동으로 집중되었다.
그렇게 초동을 포함한 전체적인 앨범 판매량이 아이돌이나 가수의 영향력을 보여주는 중요한 기준으로 자리 잡게 되었고 현재 적게는 몇십만 장, 많게는 몇백만 장까지 앨범들이 판매되고 있다. 또한 순위를 두고 끊임없이 경쟁 해야 하는 아이돌 산업의 특성상 남들보다 못하면 안된다는 인식이 팬덤 내에 전반적으로 존재하여 앨범 판매량의 경쟁 및 구매량 기준이 점점 과열되고 있다.
2. 팬 사인회 응모 방식으로 인한 사재기
- 아이돌들을 직접 만날 수 있는 기회인 '팬 사인회'는 모든 팬들을 다 참여시킬 수 없기에 한정된 인원을 추첨하여 진행한다.

팬 사인회의 인원을 뽑는 방식에는 직접 추첨, 기계 추첨, 줄 세우기가 있으며 직접 추첨은 앨범 구매 후 응모권을 사용하는 방식이고 기계 추첨은 구매한 앨범 수만큼 확률을 높여 추첨하는 방식이며 줄 세우기는 앨범을 많이 산 순서대로 선별하는 것이다. 그러나 예전보다 기본적인 팬의 수가 증가했기 때문에 직접 추첨의 방법은 거의 사라졌고, 현재는 기계 추첨을 빙자한 줄 세우기 형식이 팬 사인회 추첨의 주를 이루고 있다.
앨범을 많이 산 순서대로 팬 사인회 입장이 되지만 앨범을 얼마나 사야 하는지는 공개되지 않기 때문에 팬들은 팬 사인회를 가기 위해 최대한 앨범을 많이 구매하여 당첨될 확률을 높인다. 그 과정에서 앨범을 한 사람이 몇십~몇백장씩 사고 심지어는 대출까지 받기도 한다. 또한 대면이 아닌 영상통화로 하는 팬 사인회는 장소의 제약이 없어 비수도권이나 외국 팬들도 참여할 수 있기 때문에 구매 경쟁이 더욱 심화되고 있다.

## 현황

### 음반 사재기 현황
더 많은 음반을 판매하기 위한 엔터사의 마케팅 상술로 음반 사재기 현황은 매우 심각하다.
한국소비자원은 2023년 조사에서, "K팝 팬덤 활동 소비자의 절반 이상인 52.7%는 굿즈 수집을 목적으로 음반을 구매한 적이 있고 CD로 음악 감상을 하는 소비자는 5.7%에 불과하다"라는 결과가 공개되었다. 한국소비자원에 따르면 근 2년 내 발매된 주요 K팝 음반(50종)을 조사한 결과, 음반에는 다양한 굿즈가 포함되어 있으며 대다수는 랜덤 포토카드를 제공하고 있었다. 유료 K팝 팬덤 활동 경험이 있는 소비자 500명을 대상으로 설문한 결과, 음반을 구매하는 이유로는 '음반 수집(75.9%)'이 가장 많았으나 '굿즈 수집(52.7%)','이벤트 응모(25.4%)'라 응답한 소비자 수도 상당했다. 특히, 랜덤 굿즈를 얻기 위해 음반을 구매한 경험이 있는 소비자(194명)는 동일 음반을 평균 4.1개 구매하였는데, 가장 많게는 90개까지 구매한 경우도 있었다. 이벤트 응모를 목적으로 음반을 구매한 소비자(102명)의 경우 평균 6.7개를 구매하였고, 최대 80개를 구매하기도 한 것으로 나타났다. 팬덤 선호도가 높은 대표적 상품인 '포토카드'는 음반 다량 구매, 음반 사재기의 가장 큰 요인으로 꼽힌다. 한국소비자원의 조사 결과 가장 많은 종류의 포토카드가 있는 음반의 경우 총 78종을 제공하고 있는데, 1개 음반에 랜덤으로 6종이 들어있어 모든 종류의 포토카드를 수집하기 위해서는 최소 13장의 음반을 구매해야 한다.
https://m.khan.co.kr/economy/economy-general/article/202303071209001#c2b https://www.consumer.go.kr/user/ftc/consumer/cnsmrBBS/740/selectInfoCDMGCSLCDetail.do?infoId=A1079678&page=1&row=10&searchCnsmrClId=&searchCnsmrClType=&upperProductClId=&cntntsNm=&upperCntntsNm=&rnum=1&no=&searchGbn=REGIST_DT&infoTyIdList=&cntntsId=00000347&searchRange=searchRangeAll&searchKeyword=
이렇게 대량으로 구매된 앨범은 결국 쓰레기가 되는 경우가 많다.
2022년 11월 시민단체 소비자주권 시민회의는 한 해에 버려지는 K팝 음반이 5700만여 장이라고 발표했다. 팬사인회에 가기 위해 아이돌 앨범을 수백 장 사 본 경험이 있다는 신모씨는 "팬사인회에 다녀온 후 앨범을 모두 분리수거해서 버렸다. 예전에는 보육원에 보내본 적도 있지만 이제는 받아주지 않기 때문에 버릴 수밖에 없다. 앨범 구매를 하면서 앨범은 보내지 말아 달라고 하소연하는 경우도 있다더라. 미개봉 앨범의 경우 재판매 업체에서 가져가기도 한다."라고 설명했다. 포토카드와 같은 굿즈만을 위해 앨범을 대량 구매하는 경우도 많다. 한 아이돌 그룹의 10년 차 팬인 이모씨는 총 40장의 포토카드 중 자신이 가장 좋아하는 멤버의 카드 5장을 얻기 위해 400장 넘는 앨범을 구매했다고 한다. 포토카드만 따로 팔지 않아 듣지도 않는 앨범을 수백장 구매했다는 것이다.
https://star.ohmynews.com/NWS_Web/OhmyStar/at_pg.aspx?CNTN_CD=A0002990675&CMPT_CD=P0010&utm_source=naver&utm_medium=newsearch&utm_campaign=naver_newshttps://mnews.jtbc.co.kr/News/Article.aspx?news_id=NB12139687

### 환경 오염 문제
| 년도 | 국내 기획사가 앨범 제작에 사용한 플라스틱량(톤) |
| 2017 | 55.8t                                           |
| 2018 | 145.4t                                          |
| 2019 | 136.1t                                          |
| 2020 | 225.2t                                          |
| 2021 | 479.0t                                          |
| 2022 | 801.5t                                          |
| ---- | ----------------------------------------------- |

- K팝을 대표하는 문화인 CD, 포토카드 등에서 비롯되는 플라스틱 폐기물이 환경오염을 조장한다는 의견이 제기됐다. 폐기물부담금은 재활용이 어렵고 폐기물 관리 측면에서 문제를 일으킬 수 있는 제품,재료,용기를 제조,수입하는 업체에, 재활용부담금은 생산자책임재활용제도(EPR) 의무를 달성하지 못한 업체에 부과하는 비용이다. 환경부의 자료에 따르면 앨범 제작에 사용한 플라스틱은 2017년 55.8t(톤)에서 2022년 801.5t으로 꾸준히 많아졌다. 폐기물부담금은 2021년 1억 81만원에서 2022년 1억 9141만원으로, 재활용부담금은 2018년 600만 8000원에서 2021년 4141만 8000원으로 증가했다. 게다가 포토카드는 종이로 분류되기 때문에 부과 대상에서 제외되고 있다. https://www.vegannews.co.kr/mobile/article.html?no=16370

- CD는 폴리카보네이트라는 플라스틱으로 만들어진다. 폴리카보네이트는 자연분해되는 데에만 무려 100년이 걸린다. 사실상 자연분해가 되지 않는다는 의미다. 때문에 CD를 처리하기 위해서는 매립지나 소각로에서 처리해야 하는데, 그 과정에서 엄청난 유독 가스가 발생한다. 음반 포장재로 사용되는 폴리염화 비닐(PVC)도 문제다. 염소 (원소) 성분이 포함된 폴리염화비닐 역시 연소 시 독성 가스를 배출하고 재활용도 어렵다. 폴리염화비닐의 주요 원료인 염화비닐은 WHO의 국제암연구소에서 지정한 1급 발암물질이다. https://m.entertain.naver.com/article/629/0000262133

- 환경부담금 지정 엔터사 또한 매년 다르다. 2021년 환경부는 갑작스럽게 하이브 (기업)와 JYP 엔터테인먼트 대한 폐기물 부담금을 갑작스럽게 부과했다. https://m.entertain.naver.com/article/312/0000640559

- 2024년 4월 일본 시부야에서 세븐틴 (음악 그룹)의 앨범 수십 장이 박스로 쌓인 채 있는 길거리 사진이 화제를 이끌었다. 쌓여있던 앨범들은 모두 쓰레기봉투에 담겨 다른 길거리로 옮겨졌지만 환경오염에 대한 팬들의 걱정이 심화되었다.https://n.news.naver.com/article/025/0003357947?sid=103

- 케이팝팬들도 기획사의 과도한 앨범찍기에 따른 환경오염에 우려를 표한다. 2021년 6월부터 7월까지 케이팝포플래닛이 10~50대 K팝 팬을 대상으로 ‘친환경 K팝 인식도 조사’를 벌인 결과 '구매하는 앨범이 환경 문제(플라스틱 쓰레기, 기후 변화 등)와 연관성이 있다고 느끼냐는 질문에 응답자의 55.3%(매우 그렇다 33.5%, 그렇다 21.8%)가 그렇다고 답했다. 앨범과 굿즈를 구매할 때 친환경적이지 못하다고 생각하는 부분이 무엇이냐는 질문(복수 응답 가능)에 가장 많이 나온 답은 '앨범·굿즈의 과도한 포장 판매'(69.7%)였다. 2위도 앨범 대량 구매(65.9%)로 앨범 소비에 관한 문제의식이 담긴 답이 상위권을 차지했다.  친환경 K팝 문화를 조성하기 위해 변화해야 할 주체(복수 응답 가능)로 엔터테인먼트사(95.6%)를 첫손에 꼽은 K팝 팬들이 생각하는 개선 방안(복수 응답 가능) 1위는 '친환경 앨범·굿즈 판매'(88.8%)였다. '앨범 및 굿즈의 비닐, 플라스틱 포장 최소화'는 79.5%로 2위였다. https://n.news.naver.com/article/079/0003603213?sid=103

## 환경 오염 문제 대처 사례
2021년에는 이러한 기후 위기에 대응하기 위해 K팝의 진정한 친환경을 위한 대안을 제시하거나 직접 행동을 보이는 K팝 팬덤 단체 케이팝포플래닛(Kpop4Planet)가 조직됐다.
케이팝포플래닛의 대표적 활동에는 '죽은 지구에 케이팝은 없다'라는 캠페인이 있다. 이 캠페인을 통해 단체는 엔터사에 과도한 실물 앨범 쓰레기 문제 해결을 포함해 기후 행동에 동참할 것을 요구했고, 그 결과 엔터사들이 ESG 리포트를 발간하고 친환경 앨범 등을 발매하기 시작하는 등 캠페인은 성공적 결과를 이뤄냈다. https://m.entertain.naver.com/article/629/0000262695

심각성을 깨달은 기획사들은 지속 가능한 K-POP을 위해 플랫폼 앨범, 쥬얼 앨범, 친환경 소재 앨범, 키노 앨범 등을 출시했다. 이렇게 환경을 생각한 다양한 시도를 보였다. https://star.ohmynews.com/NWS_Web/OhmyStar/at_pg.aspx?CNTN_CD=A0002840893
| 플랫폼 앨범 | 쥬얼 앨범        |
| 키노 앨범   | 친환경 소재 앨범 |

YG엔터테이먼트(이하 YG)의 핵심 계열사인 YG PLUS가 YG 소속 가수들의 앨범 제작을 담당하는 ‘포레스트 팩토리’라는 자회사를 설립했다. 대부분 재활용이 되지 않는 코팅용지와 합성수지(PVC) 등으로 이루어져 더욱 심각한 폐기물 문제를 야기한다는 비판을 받은 그간의 앨범들과 달리 포레스트 팩토리에서 제작하는 앨범의 경우 플라스틱이 포함되지 않은 종이를 사용하는 등 친환경 소재로 앨범을 구성하고, 친환경 인증을 받은 인쇄 방식과 공법를 적용해 앨범을 제작한다.
해당 앨범은 FSC(산림관리협회) 인증을 받은 용지와 저염소 표백펄프로 만든 저탄소 용지 및 수성 코팅으로 제작됐다. 또, 무선으로 연결해 음악과 다양한 콘텐츠를 즐길 수 있는 에어 키트(Air KiT) 형태의 앨범에도 FSC 인증을 받은 100% 재생용지와 생분해 플라스틱(PLA)이 사용됐다. http://www.impacton.net/news/articleView.html?idxno=6997
하이브 엔터테인먼트 또한 환경보호를 위한 대책을 내세웠다. 새로운 위버스앨범은 일부 플라스틱 소재를 활용했었던 기존과는 달리, 전면적으로 친환경 소재를 활용해 제작된다. 옥수수전분 추출 생분해소재를 활용한 비닐부터 FSC(국제산림관리협의회) 인증을 받은 용지와 콩기름 잉크 등을 바탕으로 한 수성코팅 재질의 종이앨범 케이스 및 포토카드, 지류 재질의 QR카드 등 지속가능 소재를 활용한 구성품들로 채워진다. https://m.news.zum.com/articles/89419134?cm=news_rankingNews
그러나 기획사는 기존에 판매하던 앨범의 종류를 더 다양하게 만들어 결국 또 다른 환경오염을 초래하고 있다.

업계에서도 근본적인 문제 해결을 위해 여러 고심을 하고 있다. 2022년 한국음악콘텐츠협회는 K팝 업계에서도 이슈가 되고 있는 기후환경변화 대응에 동참한다고 선언하며 이를 위해 써클차트 내 친환경 차트(가제 '클린차트')를 운영하겠다는 계획을 밝혔으나 1년이 지나도록 별다른 진전이 없는 상황이다.